# Дабо, Ламин
Мухамед Ламин Фанн Дабо (исп. Mouhamed Lamine Fanne Dabo; род. 30 января 2004, Кандьюнку, Седиу) — испанский футболист, полузащитник шведского АИК.

## Клубная карьера
Является воспитанником «Констанция», представляющей пятый испанский дивизион, в которой прошёл весь путь от детских и юношеских команд до молодёжной. В 2022 несколько месяцев тренировался в академии одного из датских клубов. В конце того же года отправился на просмотр в шведский АИК, где принял участие в нескольких товарищеских матчах.
30 марта 2023 года подписал с АИК контракт, рассчитанный на пять лет. Подписание Дабо вызвало в Швеции волну непонимания в связи с чем руководству клуба пришлось давать официальные объяснения. Сезон 2023 года провёл в молодёжной команде клуба, изредка попадая в заявку главной команды на матчи чемпионата. Впервые в футболке АИК вышел 18 февраля 2024 года во встрече группового этапа кубка страны с «Эребру», заменив в конце встречи Антона Салетроса. 5 мая в матче седьмого тура с «Норрчёпингом» дебютировал в чемпионате Швеции, появившись на поле в середине второго тайма.

## Личная жизнь
Родился в Сенегале, откуда в возрасте одного года вместе с семьёй переехал в Испанию.

## Клубная статистика
| Выступление      | Выступление      | Выступление      | Лига | Лига | Кубки | Кубки | Конт. кубки | Конт. кубки | Итого | Итого |
| Клуб             | Лига             | Сезон            | Игры | Голы | Игры  | Голы  | Игры        | Голы        | Игры  | Голы  |
| ---------------- | ---------------- | ---------------- | ---- | ---- | ----- | ----- | ----------- | ----------- | ----- | ----- |
| АИК              | Алльсвенскан     | 2024             | 2    | 0    | 1     | 0     | 0           | 0           | 3     | 0     |
| АИК              | Итого            | Итого            | 2    | 0    | 1     | 0     | 0           | 0           | 3     | 0     |
| Всего за карьеру | Всего за карьеру | Всего за карьеру | 2    | 0    | 1     | 0     | 0           | 0           | 3     | 0     |